# 이건준 (연출가)
이건준(1965년 ~ )은 KBS 드라마본부의 본부장이다.

## 경력
- KBS 드라마본부 PD
- KBS TV제작본부 드라마운영팀장
- KBS 드라마본부 편성기획팀장
- KBS 드라마본부 본부장

## 연출 작품
- 2001년 KBS 드라마시티 다수

《나는 비밀을 안다》, 《지독한 사랑》, 《손님》, 《사랑, 거짓말 그리고 비디오테이프》, 《천국보다 기쁜》
- 2002년 KBS 특집드라마 《홍시》 (연출)
- 2002년 KBS 월화 미니시리즈 《러빙유》 (연출)
- 2003년 KBS 수목 미니시리즈 《로즈마리》
- 2004년 KBS 드라마시티 《사랑해요 수헬리》 (연출)
- 2005년 KBS 월화 미니시리즈 《러브홀릭》(연출)
- 2005년~2006년 KBS 수목 미니시리즈 황금사과》
- 2008년 KBS HDTV 문학관 《봄, 봄봄》
- 2008년 KBS 아침드라마 《난 네게 반했어》 (연출)
- 2010년 KBS 월화 미니시리즈 《구미호: 여우누이뎐》 (연출)
- 2011년 KBS 드라마 스페셜 《아들을 위하여》
- 2015년 KBS 월화 미니시리즈 《후아유 - 학교 2015》 (프로듀서)
- 2015년 KBS 주말드라마 《부탁해요 엄마》 (연출)
- 2019년 KBS 주말드라마 《세상에서 제일 예쁜 내 딸》 (책임프로듀서)

## 수상 경력
- 2003년 제39회 백상예술대상 TV부문 신인 연출상

## 참고 사항
- 본인이 조연출로 참여한 작품들에 속했던 KBS 2TV 천사의 키스 꼭지는 반복적인 폭력 묘사가 거론되어, 방송위원회(현 방송통신심의위원회)로부터 징계 조치를 받았는데[1][2] 이건준 PD가 조연출로 참여한 드라마 중에 속한 KBS 2TV 봄날은 간다는 천사의 키스 꼭지 등이 그랬던 것처럼 폭력성 시비 문제(봄날은 간다-언어 천사의 키스 꼭지-신체)가 간접적으로 거론되었다.